# Meladema imbricata
Meladema imbricata är en skalbaggsart som först beskrevs av Thomas Vernon Wollaston 1871.  Meladema imbricata ingår i släktet Meladema och familjen dykare. IUCN kategoriserar arten globalt som akut hotad. Inga underarter finns listade i Catalogue of Life.